# Nekrolog 1748
Nekrolog
◄◄
| ◄
| 1744
| 1745
| 1746
| 1747
| 1748 | 1749 | 1750 | 1751 | 1752 | ► | ►►
Weitere Ereignisse | Allgemeiner Nekrolog 1748
Die Beschreibung der verstorbenen Person sollte so kurz wie möglich gehalten sein und nur deren signifikante Tätigkeit(en) enthalten.
Neue Namen ggf. auch unter dem Geburts- und Sterbedatum, also etwa unter 1. Januar und im Geburts- und Sterbejahr (2024) eintragen (nur bei entsprechender großer Wichtigkeit). Für Beispiele siehe die schon vorhandenen Artikel.
Außerdem über die fünf zuletzt Verstorbenen, zu denen es einen ausreichend guten Artikel für eine Präsentation auf der Hauptseite gibt, nach der todesbedingten Überarbeitung der Artikel ggf. auch unter Wikipedia Diskussion:Hauptseite informieren und sie am besten auch in den anderen Wikipedia-Sprachversionen eintragen. Tipp: Regelmäßig bei news.google.de nach „ist tot“, „gestorben“ oder „verstorben“ suchen.
Wenn eine Person gestorben ist, gibt es viele Seiten zu dieser Person in der Wikipedia, die davon auch betroffen sind und entsprechend aktualisiert werden müssen. Beispiele: Namenübersichtsseite, Geburtsjahr, Geburtsort-Seiten und viele mehr.
Wie finde ich die betroffenen Seiten?
Im Suchfeld auf der linken Seite gibt man den Suchbegriff so ein: „Vorname Nachname“. Dann klickt man auf Volltext und alle Seiten mit entsprechendem Suchtext werden aufgerufen. Hier sieht man dann schnell, wo auch das Todesjahr Sinn macht oder sogar ein Teil des Artikels angepasst werden muss. Auch hilft das „Werkzeug“ auf der linken Seite sehr gut, um solche Seiten aufzufinden: „Links auf diese Seite“. Somit ist die Wikipedia wieder aktuell in allen Bereichen! Hinweis: bei Eintragung der Kategorie „Gestorben JAHR“ wird der Missbrauchsfilter 49 ausgelöst, was jedoch nicht schlimm ist. Siehe: Spezial:Missbrauchsfilter/49
Dies ist eine Liste von im Jahr 1748 verstorbenen bekannten Persönlichkeiten. Die Einträge erfolgen innerhalb der einzelnen Daten alphabetisch sortiert. Tiere sind im Nekrolog für Tiere zu finden.

## Januar
| Tag        | Name                    | Beruf, bekannt als                                                            | Alter | Beleg |
| ---------- | ----------------------- | ----------------------------------------------------------------------------- | ----- | ----- |
| 1. Januar  | Johann I Bernoulli      | Schweizer Mathematiker                                                        | 80    |       |
| 3. Januar  | Georg Andreas Helwig    | deutscher lutherischer Theologe und Botaniker                                 | 81    |       |
| 9. Januar  | Hugo Johan Hamilton     | schwedischer Feldmarschall und General zur Zeit des Großen Nordischen Krieges |       |       |
| 16. Januar | Arnold Drakenborch      | niederländischer klassischer Philologe                                        | 64    |       |
| 19. Januar | Ernst August I.         | Herzog von Sachsen-Weimar und Sachsen-Eisenach                                | 59    |       |
| 23. Januar | Johann Gerhard Schlitte | deutscher Rechtswissenschaftler                                               |       |       |
| 26. Januar | Pierre Rameau           | französischer Tanzmeister und Choreograph                                     |       |       |
| Januar     | Ignazio Prota           | italienischer Komponist und Musikpädagoge                                     | 57    |       |

## Februar
| Tag         | Name                                   | Beruf, bekannt als                                                                    | Alter | Beleg |
| ----------- | -------------------------------------- | ------------------------------------------------------------------------------------- | ----- | ----- |
| 3. Februar  | Henry Madin                            | französischer Komponist und Kapellmeister                                             | 49    |       |
| 4. Februar  | Gabriel Girard                         | französischer Romanist, Slawist, Grammatiker und Lexikologe                           |       |       |
| 5. Februar  | Johann Gottfried Häntzschel            | deutscher lutherischer Geistlicher                                                    | 40    |       |
| 9. Februar  | Sergio Pola                            | Titularbischof von Famagusta                                                          | 73    |       |
| 10. Februar | Benedikt Wilhelm von Ahlefeldt         | Herr auf Gut Kaden, Klein Nordsee, Major und Landrat                                  | 69    |       |
| 16. Februar | Francesco Onorato Grimaldi             | Erzbischof von Besançon                                                               | 78    |       |
| 18. Februar | Otto Ferdinand von Abensperg und Traun | österreichischer Feldmarschall unter Kaiserin Maria Theresia                          | 70    |       |
| 19. Februar | Hans Gram                              | dänischer Philologe, Historiker, Bibliothekar, Gelehrter                              | 62    |       |
| 20. Februar | Johann Friedrich Hombergk zu Vach      | deutscher Rechtswissenschaftler und Hochschullehrer                                   | 74    |       |
| 21. Februar | Antoine Danchet                        | französischer Schriftsteller                                                          | 76    |       |
| 21. Februar | Raffaele Cosimo de’ Girolami           | italienischer Kardinal der Römischen Kirche                                           | 77    |       |
| 21. Februar | Lazare Picault                         | französischer Entdecker                                                               |       |       |
| 26. Februar | Friedrich Simon Loeffler               | deutscher evangelischer Theologe, Autor, Neffe und Erbe von Gottfried Wilhelm Leibniz | 78    |       |
| 28. Februar | Hieronymus von Erlach                  | Schweizer General                                                                     | 80    |       |
| 28. Februar | Karl Joseph Hiernle                    | böhmischer Bildhauer des Barock                                                       |       |       |
| 28. Februar | Johann Rudolf Huber                    | Schweizer Maler                                                                       |       |       |

## März
| Tag      | Name                                         | Beruf, bekannt als                                             | Alter | Beleg |
| -------- | -------------------------------------------- | -------------------------------------------------------------- | ----- | ----- |
| 4. März  | Marie Louise Madeleine Victoire d’Argenton   | Mätresse des Herzogs Philipp II. von Orléans                   |       |       |
| 7. März  | Karl August von Böhmer                       | deutscher Verwaltungsjurist                                    | 40    |       |
| 7. März  | William Corbett                              | englischer Violinist und Komponist des Barock                  |       |       |
| 14. März | George Wade                                  | britischer Befehlshaber                                        |       |       |
| 15. März | Ernst Friedrich Neubauer                     | deutscher Gräzist, Orientalist und Theologe                    | 42    |       |
| 17. März | Pietro Giannone                              | italienischer Schriftsteller                                   | 71    |       |
| 17. März | Gaspard-Magdelon-Hubert de Vintimille du Luc | französischer Edelmann und General                             | 61    |       |
| 20. März | Johann Georg Ziesenis der Ältere             | deutscher Hofmaler                                             |       |       |
| 23. März | Johann Gottfried Walther                     | deutscher Komponist und Organist                               | 63    |       |
| 24. März | Johann Daniel Gruber                         | deutscher Bibliothekar, Mitbegründer der Universität Göttingen | 61    |       |
| 28. März | Johann Gottfried Misler                      | deutscher Theologe                                             | 69    |       |
| März     | Jacob Herman Klein                           | niederländischer Komponist                                     | 59    |       |
| März     | Daniel Müslin                                | Schweizer Landpfarrer                                          |       |       |

## April
| Tag       | Name                                 | Beruf, bekannt als                                                  | Alter | Beleg |
| --------- | ------------------------------------ | ------------------------------------------------------------------- | ----- | ----- |
| 3. April  | Jean-Jacques Burlamaqui              | Schweizer Jurist, Philosoph und Vertreter des Naturrechts           | 53    |       |
| 4. April  | Friedrich Grimm                      | deutscher Theologe, Urgroßvater der Brüder Grimm                    | 75    |       |
| 6. April  | David Kellner                        | deutscher Jurist, Dichter, Organist, Musiktheoretiker und Lautenist |       |       |
| 12. April | William Kent                         | englischer Architekt, Gartengestalter und Innenarchitekt            |       |       |
| 13. April | Johann Ernst Greding                 | deutscher evangelischer Pfarrer und Kirchenlieddichter              | 71    |       |
| 13. April | Pierre Roques                        | französisch-schweizerischer Geistlicher                             | 62    |       |
| 16. April | Muhammad Shah                        | Großmogul von Indien                                                | 45    |       |
| 17. April | Wilhelm Bernhard Nebel               | deutscher Mediziner und Physiker sowie Hochschullehrer              | 48    |       |
| 20. April | Johann Karl Philipp von Fugger-Glött | Domherr in Köln                                                     | 56    |       |
| 21. April | Anne Hamilton, 2. Countess of Ruglen | britische Adlige                                                    | 50    |       |
| 23. April | Franz Joseph Anton von Larisch       | preußischer Landrat                                                 | 58    |       |
| 24. April | Anton thor Helle                     | estnischer Pfarrer und Übersetzer                                   |       |       |
| 27. April | Albrecht Stürler                     | Schweizer Architekt                                                 |       |       |
| 28. April | Ignaz Guarini                        | Jesuit und kurfürstlich-sächsischer Hofkaplan                       | 71    |       |
| 28. April | Lorenzo Mattielli                    | italienischer Bildhauer                                             |       |       |
| 29. April | Andreas Bergmüller                   | Kistler, Tischler, Schreiner, Menuisier und Kunsthandwerker         | 86    |       |

## Mai
| Tag     | Name                         | Beruf, bekannt als                                                                                      | Alter | Beleg |
| ------- | ---------------------------- | --- | ----- | ----- |
| 5. Mai  | Alessandro Galli da Bibiena  | italienischer Architekt                                                                                 | 61    |       |
| 6. Mai  | Christian Ernst von Solms    | preußischer Landrat                                                                                     | 42    |       |
| 10. Mai | Joseph Esterházy             | Banus von Kroatien                                                                                      | 65    |       |
| 10. Mai | Giovanni Battista Grone      | italienischer Theatermaler                                                                              |       |       |
| 11. Mai | Franz Munggenast             | österreichischer Barockbaumeister                                                                       | 24    |       |
| 11. Mai | Lothar Friedrich von Nalbach | Weihbischof in Trier                                                                                    | 56    |       |
| 12. Mai | Nils Linnæus                 | schwedischer Pfarrer und Vater des Naturwissenschaftlers Carl von Linné                                 | 73    |       |
| 17. Mai | Ambrosius Haude              | deutscher Buchhändler und Verleger                                                                      | 58    |       |
| 18. Mai | Franz Karl von Wendt         | kurhannoverscher General                                                                                |       |       |
| 22. Mai | Asaf Jah I.                  | Gouverneur des Dekkan und Begründer der Dynastie, die den Fürstenstaat Hyderabad (bis 1948) beherrschte | 76    |       |
| Mai     | Johann Gottfried Lucas       | Bürgermeister von Elberfeld                                                                             | 63    |       |

## Juni
| Tag      | Name                                | Beruf, bekannt als                                                                             | Alter | Beleg |
| -------- | ----------------------------------- | ---------------------------------------------------------------------------------------------- | ----- | ----- |
| 3. Juni  | Henricus Klugkist                   | deutscher reformierter Theologe                                                                | 67    |       |
| 10. Juni | Adam Christoph von Flanß            | preußischer Generalfeldmarschall, Gouverneur von Memel, Amtshauptmann in Fehrbellin und Ruppin | 83    |       |
| 11. Juni | Felice Torelli                      | italienischer Maler                                                                            | 80    |       |
| 12. Juni | Edmund Weidner                      | Bibliothekar des Klosters St. Gallen                                                           | 46    |       |
| 16. Juni | Jean Philippe François d’Orléans    | Abt von Hautvillers und Groß-Prior der französischen Malteser-Ritter                           | 45    |       |
| 17. Juni | Philipp Christoph von und zu Erthal | deutscher Architekt                                                                            |       |       |
| 21. Juni | Christian Gottfried Stentzel        | deutscher Mediziner                                                                            | 49    |       |
| 24. Juni | Christoph Heinrich Zeibich          | deutscher lutherischer Theologe                                                                | 70    |       |
| 28. Juni | Marretje Arents                     | niederländische Fischhändlerin und Anführerin eines Aufstandes                                 |       |       |

## Juli
| Tag      | Name                        | Beruf, bekannt als                                                               | Alter | Beleg |
| -------- | --------------------------- | -------------------------------------------------------------------------------- | ----- | ----- |
| 4. Juli  | Franz Joseph Anton von Hahn | Weihbischof in Bamberg                                                           | 48    |       |
| 14. Juli | August Joachim Wendt        | deutscher evangelisch-lutherischer Geistlicher und Archidiaconus am Lübecker Dom | 62    |       |
| 17. Juli | Franz Karl Conradi          | deutscher Rechtswissenschaftler                                                  | 47    |       |
| 18. Juli | Benjamin Hederich           | deutscher Lexikonautor                                                           | 72    |       |
| 24. Juli | Wolf Heinrich von Baudissin | kursächsischer Kabinettsminister und General im Großen Nordischen Krieg          | 76    |       |
| 24. Juli | Heinrich XXIV.              | Graf Reuß von Schleiz zu Köstritz                                                | 66    |       |

## August
| Tag        | Name                             | Beruf, bekannt als                                                                   | Alter | Beleg |
| ---------- | -------------------------------- | ------------------------------------------------------------------------------------ | ----- | ----- |
| 1. August  | Johann Georg Högl                | österreichischer Steinmetzmeister und Bildhauer                                      |       |       |
| 1. August  | Georg Ewald von Puttkamer        | Chef des Garnisons-Regiments Nr. 10, zuletzt Chef des Garnisons-Regiments Nr. 11.    |       |       |
| 3. August  | Christian Carl Gabel             | dänischer Admiral und Overkrigssekretær                                              | 68    |       |
| 6. August  | Johann Heinrich Kannegießer      | Montanunternehmer, Bergmeister und Bürgermeister in Brilon                           | 70    |       |
| 7. August  | Johann August von Druchtleben    | Militärführer in hannoverschen Diensten, Stadt- und Festungskommandant von Göttingen | 67    |       |
| 13. August | Cornelius Andreas Donett         | deutscher Bildhauer                                                                  | 64    |       |
| 16. August | Pietro Giuseppe Sandoni          | italienischer Komponist, Cembalist und Organist                                      | 63    |       |
| 16. August | James Somerville, 1. Baronet     | irischer Politiker                                                                   |       |       |
| 16. August | Heinrich Nicolaus Trebs          | deutscher Orgelbauer                                                                 | 70    |       |
| 18. August | Nikolaus Sigismund von Pannewitz | königlich preußischer Oberstleutnant, Chef des schlesischen Artillerie-Bataillons    |       |       |
| 27. August | James Thomson                    | schottischer Schriftsteller                                                          | 47    |       |

## September
| Tag           | Name                                            | Beruf, bekannt als                                                        | Alter | Beleg |
| ------------- | ----------------------------------------------- | ------------------------------------------------------------------------- | ----- | ----- |
| 3. September  | Thomas Frye                                     | britischer Politiker und Jurist                                           |       |       |
| 3. September  | Johann Scheibe                                  | deutscher Orgelbauer                                                      |       |       |
| 4. September  | Niklaus Tscheer                                 | Schweizer Pietist und Schriftsteller                                      | 77    |       |
| 9. September  | Didacus Ströbele                                | Abt der Reichsabtei Bad Schussenried                                      | 62    |       |
| 11. September | Amandus Röls                                    | Abt des Klosters Heilig Kreuz                                             | 85    |       |
| 15. September | Dorothea Sophie von der Pfalz                   | Herzogin von Parma und Piacenza                                           | 78    |       |
| 15. September | Johann Rabe                                     | deutscher evangelischer Pastor und Autor                                  | 76    |       |
| 15. September | Johann Georg Schmidt                            | österreichischer Barockmaler                                              |       |       |
| 17. September | Philipp Gerlach                                 | deutscher Architekt                                                       | 69    |       |
| 17. September | Maria Karolina von Österreich                   | Erzherzogin von Österreich, Prinzessin von Ungarn, Böhmen und der Toskana | 0     |       |
| 20. September | Laurenz Mefferdatis                             | deutscher Baumeister                                                      | 71    |       |
| 24. September | Albrecht Wolfgang                               | Graf von Schaumburg-Lippe, Militär und Heerführer                         | 49    |       |
| 24. September | Melchior Gottlieb Minor                         | deutscher evangelischer Theologe                                          | 54    |       |
| 30. September | Franz Kaspar Ferdinand von Landsberg zu Erwitte | Domherr, Amtsträger, Gutsherr                                             | 78    |       |

## Oktober
| Tag         | Name                                | Beruf, bekannt als                                                                           | Alter | Beleg |
| ----------- | ----------------------------------- | -------------------------------------------------------------------------------------------- | ----- | ----- |
| 4. Oktober  | Bernhard Graf von Zech              | deutscher Politiker                                                                          | 66    |       |
| 11. Oktober | Franz Wilhelm Caspar von Hillesheim | kurpfälzischer Minister und Regierungspräsident                                              | 75    |       |
| 16. Oktober | Johann Bacmeister                   | deutscher Mediziner in Tübingen und Leibarzt sowie Baden-Durlachscher Rat                    | 67    |       |
| 16. Oktober | Franz Joachim Beich                 | deutscher Maler des Barock, kurbayerischer Hofmaler                                          |       |       |
| 17. Oktober | Ulrich Blank                        | Abt zu Marchtal (heute Obermarchtal, Alb-Donau-Kreis)                                        | 74    |       |
| 22. Oktober | Ferdinandus Oesterhoff              | Priester, Abt des Klosters Marienfeld, Weihbischof in Münster, Titularbischof von Agathonike | 75    |       |
| 28. Oktober | Georg Volrath von Kröcher           | preußischer Generalleutnant, Gouverneur des Herzogtums Geldern                               | 70    |       |
| 28. Oktober | Simon Friedrich Rueß                | deutscher Philosoph u. Historiker sowie Hochschullehrer                                      | 35    |       |

## November
| Tag          | Name                              | Beruf, bekannt als | Alter | Beleg |
| ------------ | --------------------------------- | --- | ----- | ----- |
| 5. November  | Adam Bernd                        | evangelischer Pfarrer | 72    |       |
| 5. November  | Heinrich Andreas Walther          | deutscher evangelisch-lutherischer Theologe und Pfarrer | 51    |       |
| 7. November  | Pedro Vicente Maldonado           | Universalgelehrter, Kartograph | 43    |       |
| 8. November  | Christoph Heinrich von Leipziger  | königlich-polnischer und kurfürstlich-sächsischer Stallmeister, Kammerherr, Amtshauptmann in Torgau, Direktor das Armen- und Waisenhauses Torgau und Rittergutsbesitzer auf Mahla bei Torgau |       |       |
| 18. November | Kaspar Friedrich von Knobelsdorff | königlich preußischer Oberst der Infanterie und Chef des Garnisons-Regiment Nr. 8 | 54    |       |
| 19. November | Gabriel Luidl                     | Hofbildhauer am Hof des bayerischen Kurfürsten Max Emanuel | 60    |       |
| 22. November | Elisabeth Sophie von Brandenburg  | Herzogin von Kurland; Markgräfin von Brandenburg-Bayreuth; Herzogin von Sachsen-Meiningen | 74    |       |
| 25. November | Isaac Watts                       | britischer Kirchenlieddichter | 74    |       |
| 28. November | Jaques Loeillet                   | flämischer Komponist und Oboist | 63    |       |
| 28. November | Theodor Christoph Ursinus         | deutscher Philosoph und Mediziner | 46    |       |
| 30. November | Zacharias Longuelune              | französischer Architekt und Architekturzeichner |       |       |
| November     | Alexei Iljitsch Tschirikow        | russischer Seemann | 44    |       |

## Dezember
| Tag          | Name                                 | Beruf, bekannt als                                                        | Alter | Beleg |
| ------------ | ------------------------------------ | ------------------------------------------------------------------------- | ----- | ----- |
| 1. Dezember  | Michael Gottlieb Vermehren           | Jurist, Senator der Hansestadt Lübeck                                     |       |       |
| 2. Dezember  | Lucas Bacmeister                     | deutscher lutherischer Theologe, Generalsuperintendent                    | 76    |       |
| 2. Dezember  | Charles Seymour, 6. Duke of Somerset | britischer Hof- und Staatsbeamter                                         | 86    |       |
| 10. Dezember | Christian Nicolaus Möllenhof         | deutscher Theologe und Dichter                                            | 50    |       |
| 10. Dezember | Friedemann Andreas Zülich            | deutscher evangelischer Geistlicher und Hochschullehrer                   | 61    |       |
| 11. Dezember | Ewald Georg von Kleist               | Naturwissenschaftler, Erfinder der Kleistschen Flasche                    | 48    |       |
| 15. Dezember | Joseph Winkler                       | österreichischer Steinmetzmeister des Barock, Richter in Kaisersteinbruch |       |       |
| 20. Dezember | Simon Paul Hilscher                  | deutscher Mediziner                                                       | 66    |       |
| 22. Dezember | Johann Nepomuk Karl                  | Fürst von Liechtenstein                                                   | 24    |       |
| 28. Dezember | Johann Adam Nieberlein               | deutscher Bischof                                                         | 86    |       |
| 31. Dezember | Jean Hercule de Rosset de Rocozel    | französischer Hochadliger und Militär                                     | 65    |       |
| 31. Dezember | Philipp Heinrich Zollmann            | deutscher Kartograf und Wissenschaftler                                   |       |       |

## Datum unbekannt
| Tag      | Name                              | Beruf, bekannt als                                                                 | Alter | Beleg |
| -------- | --------------------------------- | ---------------------------------------------------------------------------------- | ----- | ----- |
|          | Abraham Baader                    | deutscher Stuckateur                                                               |       |       |
|          | Johann Baring                     | deutsch-englischer Wollkaufmann                                                    |       |       |
|          | Johann Bötticher                  | deutscher Pädagoge und Historiker                                                  |       |       |
|          | Franz Pleickard Ulner von Dieburg | Freiherr und kurpfälzischer Hofbeamter                                             |       |       |
|          | Francisco Xavier Doutel           | portugiesischer Gouverneur von Portugiesisch-Timor                                 |       |       |
| Frühjahr | Johann Carl von Eckenberg         | deutscher Kraftakrobat und Theaterleiter                                           |       |       |
|          | Antoni Fiter i Rossell            | andorranischer Autor                                                               |       |       |
|          | Johannes Gujan                    | Schweizer reformierter Pfarrer                                                     |       |       |
|          | Urban Heckenstaller               | bayerisch-kurfürstlicher Geheimer Kanzleisekretär, Mitverfasser des Tölzer Patents |       |       |
|          | Johann Gottfried Kemmeter         | deutscher Architekt                                                                |       |       |
|          | John Laguerre                     | englischer Historienmaler, Kupferstecher und Sänger                                |       |       |
|          | Nizam ud Din Sehalvi              | indischer islamischer Gelehrter                                                    |       |       |
|          | Coenraet Roepel                   | niederländischer Maler                                                             |       |       |
|          | Johann Christian Steinauer        | Kaufmann und Juwelier                                                              |       |       |
|          | Dirck Trip                        | Bürgermeister von Amsterdam                                                        |       |       |